# Visita de Nóbrega e Neiva
A visita de Nóbrega e Neiva era uma das visitas pastorais do Arcebispado de Braga, da zona pertencente ao Arcebispo Iure Ordinário.
Dividia-se em três partes: A primeira parte abrangia cerca de 38 igrejas dos concelhos de Ponte da Barca, Vila Verde e Braga. A segunda parte abrangia os concelhos de Ponte de Lima, Vila Verde, Barcelos, Amares e Viana do Castelo, num total de cerca de 40 igrejas. A terceira parte, com cerca de 39 igrejas, abrangia os concelhos de Viana do Castelo, Amares, Ponte de Lima, Esposende, Barcelos, Braga e Vila Verde, fazendo parte desta última os mosteiros de Vitorino das Donas e Santa Ana.